# شركة السورية للنفط
شركة السورية للنفط هي شركة مختصة في مجال الاستكشاف والحفر في سوريا، تأسست عام 1974 لديها العديد من الحقول النفطية في المنطقة الشرقية والمنطقة الوسطى. في عام 1974 بلغ إنتاج الشركة 44 مليون برميل ثم أخذ بالتطور التدريجي من خلال أعمال المسح السايزمي والحفر الاستكشافي والتطويري، ووصل الإنتاج الفعلي في الشركة عام 2009 إلى 68 مليون برميل نفط، و5.5 مليار متر مكعب من الغاز الطبيعي. وخلال النصف الأول من عام 2010، أنتجت الشركة 34 مليون نفط و3.5 مليار متر مكعب من الغاز الطبيعي.
اكتشفت الشركة مؤخرا بئر غازي جديد في منطقة أبو رباح. تعتمد بمهامها على كوادرها الوطنية، وتسعى إلى زيادة الاحتياطي الجيولوجي للنفط والغاز من خلال الاكتشافات الجديدة، وكذلك إلى زيادة الاحتياطي القابل للإنتاج من الحقول المستثمرة القديمة. تواجه الشركة مجموعة تحديات لتحقق أهدافها الوطنية من مواكبة التقنيات الحديثة والارتقاء بأدائها إلى مصاف الشركات العالمية. وهعي شركة مملوكة بالكلمة للدولة السورية.
تجري الشركة جميع عمليات استكشاف وإنتاج النفط والغاز بدءاً من الدراسات الجيولوجية، والمسح الجيوفيزيائي، وصولا إلى تفسير نتائج المسح وتحديد التراكيب المؤملة. وتنفذ عمليات الحفر الاستكشافي والتطويري من خلال حفاراتها، إضافة إلى استثمار الحقول ووضعها بالإنتاج وتنفيذ عمليات التطوير وبناء البنى التحتية.
تهدف الشركة إلى زيادة الاحتياطي الجيولوجي للنفط والغاز من خلال الاكتشافات الجديدة وذلك باستخدام التقنيات الحديثة كالمسح السايزمي ثلاثي الأبعاد والتي تحقق سويات أداء مرتفعة تخفف من عامل المخاطرة، كما تهدف إلى زيادة الاحتياطي القابل للإنتاج من الحقول المستثمرة القديمة باستخدام التقنيات الحديثة للاستخلاص المدعم، وكذلك استخدام سياسات الإدارة المكمنية المتطورة، إضافة إلى تحديث المعدات والبنية التحتية التي تملكها من حفارات  وآلات وأنظمة تجميع.

## روابط خارجية
- الموقع الرسمي للشركة